# Marimbondo-caboclo
Marimbondo-caboclo (Polistes canadensis) é uma vespa da família vespidae, sendo uma espécie neotropical, primitivamente eusocial. As versões americanas mais amplamente distribuídas do gênero Polistes, colonizam vários pentes, criados durante todo o ano. Emergindo da hibernação na primavera, as fêmeas encontraram ninhos construídos com material vegetal, como grama seca e madeira morta. Esses ninhos não são cobertos com um envelope e apresentam células hexagonais nas quais os ovos são depositados e as larvas se desenvolvem.
A colônia Polistes canadensis divide sua colônia entre vários pentes e não os reutiliza como mecanismo de defesa contra parasitas como algumas espécies de mariposa. Uma rainha solteira com, em média, 9,1 fundadoras, geralmente inicia a construção de novos pentes e células para formar ninhos. Quanto mais fundadoras em uma colônia, mais pentes são produzidos. Em média, os pentes crescem por 15,4 dias e atingem um tamanho de 30,8 células. Uma rainha exerce domínio absoluto sobre todas as outras fêmeas, geralmente usando vibrações abdominais laterais e afago para reprimir o comportamento agressivo de seus companheiros de ninho.
Enquanto a rainha lida com toda a reprodução do ninho, os subordinados trabalham para cuidar, defender e alimentar o ninho. As divisões de trabalho dentro do ninho estão correlacionadas com as idades das tanzalas. Além da divisão feminina do trabalho, as vespas masculinas se envolvem em duas táticas alternativas de acasalamento: o papel do macho territorial (que expulsa os patrulheiros invasores) e o papel do patrulheiro (que voa de árvore em árvore dando proteção aos outros machos).

## Outros nomes e etimologia
É comumente conhecido como tanzala, vespa de papel vermelho ou caboclinho.

## Taxonomia e filogenia
O zoólogo sueco Carl Linnaeus descreveu o marimbondo-caboclo em 1758. Seu nome de espécie é um novo termo latino canadensis usado para se referir a espécies associadas ao Canadá. Linnaeus estava mal informado sobre a localização de seu espécime, porque, embora tenha uma extensa variedade nos Estados Unidos, o Polistes canadensis não chega ao Canadá.
Parte das vespas sociais, as Polistes (maribondo-caboclo) marcam a transição entre o comportamento solitário e altamente social entre as vespas. A pequena variação morfológica entre os Aphanilopterus fez com que muitas vespas fossem integradas na mesma espécie, muitas espécies relacionadas como Polistes annularis (do leste dos EUA ao Texas), Polistes erythrocephalus (Nicarágua através do Brasil, possui corpo negro) e Polistes infuscatus (norte da América do Sul) foram agrupados como marimbondo-caboclo, mas agora foram determinadas como espécies distintas.

## Descrição e identificação
Polistes canadensis, tanto masculinos quanto femininos, têm um corpo marrom-mogno uniformemente claro a escuro, às vezes com a cabeça e o tórax de um tom mais claro. Seu corpo cor de ferrugem dá nome comum à vespa de papel vermelha. Alguns apresentam também uma margem apical amarela. As asas são pretas arroxeadas e as veias e o estigma são pretos ou marrons avermelhados. A Polistes canadensis é uma vespa de corpo grande com comprimento de asa variando de 17,0 a 24,5 mm. Os ninhos são construídos a partir de fibras vegetais, como grama seca e madeira morta, que, como em outras vespas do mesmo gênero, misturam-se com a saliva para criar ninhos resistentes à água, feitos de papel. Esses ninhos não são cobertos com um envelope e apresentam células hexagonais nas quais os ovos são depositados e as larvas se desenvolvem.
A colônia do Polistes canadensis édividida entre vários pentes, com um tamanho médio de 30,8 células por pente. Uma colônia grande, madura, mas ainda em crescimento, possui cerca de 838 células distribuídas em 38 pentes. Os pentes nas superfícies verticais (paredes e troncos de árvores) ou inclinadas (galhos de árvores) ficam pendurados com o pecíolo na extremidade superior. Colônias em troncos de árvores tendem a adicionar pentes secundários acima ou abaixo do primeiro, resultando em um arranjo linear. Em contraste, os ninhos em superfícies horizontais afastadas das bordas (tetos) apresentam pecíolos excêntricos com pentes secundários que limitam o pente primário central em um perímetro semicircular. Nenhum pente tem mais de um pecíolo. Os pecíolos têm em média 9,9 mm de comprimento. Quando os pentes atingem seu tamanho final, as vespas adultas costumam passar diretamente de um pente para outro; a distância média entre pecíolos de pentes próximos é de 2,9 cm.

## Distribuição e habitat
A Tanzala é amplamente distribuída na maior parte da região Neotropical, variando dos Estados Unidos à Argentina. Alguns locais incluem, entre outros, México, Guatemala, Honduras, Colômbia, Equador, Venezuela, Guiana Britânica, Trinidade, Brasil, Peru, Bolívia e Paraguai. Ninhos podem ser encontrados em construções humanas, costumeiramente nos caibros dos telhados de madeira, em habitats abertos em troncos de mandacaru, juazeiro, jiquirizeiro, quixabeira e candelabro.

## Defesa
Estímulos visuais adequados, como os movimentos de objetos grandes ou escuros próximos, podem provocar ataques desses marimbondos, que voam em direção ao objeto em alarme, tentando picá-lo. Um tanzala alarmado pode liberar veneno em seu ninho; o odor do veneno desencadeia respostas de alarme em seus companheiros de ninho, diminui seus limites de ataque e até atrai mais companheiros de ninho para o alarme. Por meio desse meio químico de comunicação de alarme, a colônia é capaz de decolar rapidamente com suas câmaras de ferrão abertas para defender seu ninho contra predadores. Como essa espécie de marimbondos ocupa exclusivamente vários pentes separados, a substância química do alarme pode ter surgido com o odor forte como uma adaptação necessária para um alarme mais eficiente para um ninho escassamente disperso.